# Георги Попангелов
Георги Попангелов, известен още като поп Георги Кьосето (изписване до 1945 година: Георги попъ Ангеловъ), е български свещеник и революционер, деец на Вътрешната македоно-одринска революционна организация.

## Биография
Попангелов е роден в Слатино, Охридско, в Османската империя, днес Северна Македония в семейството на поп Ангеле.
Попангелов влиза във ВМОРО. През Илинденско-Преображенското въстание е войвода на слатинската чета. След края на въстанието Попангелов е арестуван и лежи в Битолския затвор. Амнистиран е през януари 1904 година. Отново е арестуван в началото на 1908 година и е осъден на 10 години затвор. По време на Хуриета е освободен. Жена му Дона извезва слатинското революционно знаме.
При избухването на Балканската война в 1912 година е доброволец в Македоно-одринското опълчение в 3 отделна партизанска рота и Сборна партизанска рота на МОО.
Взема участие в Българо-албанското въстание от 1913 година срещу сръбските окупационни части. След разгрома на въстанието Георги Попангелов е заловен и разстрелян (според други източници разпънат) от сърбите през септември 1913 година в Охрид.
Синът му Антим Поповски е духовник.